# Estación de Valadares
La Estación Ferroviaria de Valadares, igualmente denominada Estación de Valadares, es una plataforma de la línea del Norte, que sirve a la parroquias de Valadares, en el ayuntamiento de Vila Nova de Gaia, en Portugal.

## Características

### Localización y accesos
Se encuentra junto a la avenida de la Estación, en la localidad de Valadares.

### Descripción física
En enero de 2011, tenía tres vías de circulación, con 434, 300 y 401 metros de longitud, y varias plataformas, cuyas plataformas presentaban 200 y 256 metros de extensión, y 70 a 35 centímetros de altura.

## Historia
Esta plataforma se inserta en el tramo entre las estaciones de Vila Nova de Gaia y Estarreja de la línea del Norte, que fue inaugurado por la Compañía Real de los Caminhos de Ferro Portugueses el 8 de julio de 1863.
Después de la inauguración del tramo entre Estarreja y Taveiro, el 10 de abril de 1864, la Compañía Real creó nuevos servicios mixtos, entre Vila Nova de Gaia y Coímbra, que paraban en diversas estaciones por el camino, incluyendo la de Valadares.